# Хуњади
Породица мађарских грофова Хуњади де Кетхељи (Hunyady de Kéthely) је породица српске кнегиње Јулије Обреновић удате за кнеза Михаила Обреновића. 
Српска кнегиња Јулија Обреновић, рођ. грофица Хуњади де Кетхељи (Hunyady de Kéthely), била је кћерка грофа Ференца Хуњадија де Кетхељија (Беч, 1804-1882) и Јулије Хуњади де Кетхељ, рођ. грофице Зичи де Зич ет Вашонке (Júlia Zichy de Zich et Vásonkeö) (1808-1875). Јулија је имала два брата Ласла и Калмана. Грофови Хуњади де Кетхељ воде порекло од породице Хуњади де Кишкрестјен (Hunyady de Kiskresztyen). 

## Порекло - Хуњади де Кишкрестјен
Породица Хуњади де Кишкрестјен (Hunyady de Kiskresztyen) чија су једна грана грофови Хуњади де Кетхељи (Hunyady de Kéthely), породица кнегиње Јулије Обреновић, воде порекло од Андраша Хуњадија де Кишкрестјен-a (András Hunyady de Kiskresztyen), рођ. 1607, који је имао два сина и четири кћерке (има потомства). Његов млађи син Ференц (рођ. 1653) имао је са Ержебет Варшака сина Андраша Хуњади де Кишкрестјена (1684-1716), вицепалатина, чији је син Антал Хуњади де Кишкрестјена постао барон 24. марта 1753. са титулом барона од Кетхељија.

### Релација са Јаношем Хуњадијем
Породица Хуњади није у сродству са Јаношем Хуњадијем и његовим сином, угарским (мађарским) краљем Матијом Корвином. Није искључена могућност неког сродства, али није поткрепљено родословима. Породица Јаноша Хуњадија презивала се по имању, које није у доказаној или признатој вези са презименом Хуњади чије имање је било Кишкрестјен и чији први познати предак је живео почетком седамнаестог века, знатно касније од последњег помена потомака Јаноша Хуњадија.

## Барони Хуњади де Кетхељи
Барон Антал Хуњади де Кетхељи, праунук Андраша Хуњадија де Кишкрестјен, од 24.3.1753. барон Хуњади де Кетхељи је у браку са Борбалом Матјасовски имао сина Јаноша Непомука. 

## Грофови Хуњади де Кетељи
Барон Јанош Непомук Хуњади де Кетхељи, син барона Антала Хуњадија де Кетхеља, постао је угарски гроф 6.6.1792, а гроф Светог римског царства 8.3.1797. Гроф Јанош Непомук Хуњади де Кетхељи (1773-1821) је био ожењен са грофицом Маријом Францишком Палфи де Ердед (Mária Franztiska Pálffy de Erdõd, 1772-1827) кћерком грофа Јаноша Палфи де Ердед (1728-1791) и грофице Марије Габријеле фон Колоредо (Maria Gabriele von Colloredo), а унуком грофа Јаноша Бернарда Иштвана Палфи де Ердед (1663-1751) бана Хрватске. Мађарска породица Палфи води порекло од Пал Конта рођеног 1383. и његовог сина Пал Палфија, а породица кнежева од Колореда даљег је италијанског порекла од Фабија Првог ди Колоредо, који је умро 1579, и његовог потомка, деде грофице Марије, Рудолфа Јозефа грофа фон Колоредо, грофа цу Валдзее, вицегрофа цу Мелс, маркгрофа цу Санта Марија, који је 1763. постао кнез Светог римског царства фон Колоредо. 
Гроф Јанош Непомук Хуњади де Кетхељи (1773-1821) је са грофицом Маријом Франциском Палфи де Ердед (1772-1827) кћерком грофа Јаноша Палфи де Ердед имао синове Јозефа и Ференца. 
- Гроф Јозеф Јанош Непомук Антал Сигмунд (1801-1869) био је ожењен принцезом Хенријетом фон унд цу Лихтенштајн (1806-1886) из бочне гране и данас владарске породице државе Лихтенштајн (има потомства).

- Гроф Ференц Хуњади де Кетхељи (1804-1882) је био ожењен са грофицом Јулијом Зичи де Зич ет Вашонке (Júlia Zichy de Zich et Vásonkeö), 1808-1875), кћерком грофа Кароља Антала Алајоша Зичи де Зич ет Вашонке (Károly Antal Alajos Zichy de Zich et Vásonkeö) и грофице Јулије Фестетич де Толна (Festetics de Tolna), а унуком аустријског министра одбране (1809) и унутрашњих послова (1813-14) грофа Кароља Јозефа Зичи де Зич ет Вашонке (Graf KÁROLY József Ferenc Xavér Kázmér János Nepomuk Zichy de Zich et Vásonkeö,1753-1826) и његове жене грофице Ана Марије фон Кевенхилер-Меч.

Српска кнегиња Јулија Обреновић кћерка је грофа Ференца Хуњади де Кетхеља (1804-1882) и грофице Јулије Зичи де Зич ет Вашонке, а праунука грофа Кароља Јозефа Зичи де Зич ет Вашонке (1753-1826) аустријског министра одбране и унутрашњих послова и чукунунука бана Хрватске грофа Јаноша Бернарда Иштвана Палфи де Ердед (1663-1751).

## Кнегиња Јулија Обреновић, рођ. Хуњади де Кетхељ
Кнегиња Јулија Обреновић, рођ. Хуњади де Кетхељи (Беч, 26.8.1831 –Беч, 19.2.1919) кћерка грофа Ференца Хуњади де Кетхеља (1804-1882) и грофице Јулије Зичи де Зич ет Вашонке, удала се 1. августа 1853. године за кнеза Михаила Обреновића, који је живео у Бечу као изгнани бивши српски кнез. До повратка на трон Србије кнез Михаило и Јулија живели су у Аустроугарској. Имали су имање Иванка при Дунаву, које је купио кнез Михаило. У браку нису имали деце. 
После смрти кнеза Михаила, кнегиња Јулија се удала за кнеза Карла Аренберга (1831-1896), трећег сина Проспера Луја, 7. војводе од Аренберга, војводе д` Ершоа, херцoга фон Мепена, кнеза фон Реклингхаусена (1785-1861) у кнегиње Људмиле фон Лобковиц, а француског порекла од Херибранда господара Лињија (1128).

## Сродство
Хуњади де Кетхељи (Hunyady de Kéthely) су били у блиском сродству са породицом грофова Зичи де Зич ет Вашонке (Zichy de Zich et Vásonkeö), кнезова Фестетић од Толне (Festetics de Tolna), кнезова од Колореда (Colloredo), кнезова од Кевенхилер-Меча (Khevenhüller-Metsch), кнезова од и из Лихтенштајна (Liechtenstein) и др.